# Ацетомепрегенол
Ацетомепрегенол (лат. Acetomepregenol) (3бета,17альфа-Ди(ацетилокси)-6-метилпрегна-4,6-диен-20-он) МНН не присваивалось — лекарственное средство, оригинальный советский лекарственный препарат, гормональное, прогестагенное средство. Является одним из действующих веществ контрацептивного средства «Эгестренол» (Этинилэстрадиол + Ацетомепрегенол).

## Брутто-формула
С26H36O5

## История
Ацетомепрегенол разработан в СССР во Всесоюзном научно-исследовательском химико-фармацевтическом институте имени Серго Орджоникидзе (ныне ОАО «ЦХЛС-ВНИХФИ»). Разрешён к медицинскому применению приказом Минздрава СССР от 13.06.1986 № 853. Постановлением Правительства России от 15.04.1996 № 478 включён в Перечень жизненно необходимых и важнейших лекарственных средств. В новой редакции Перечня, утверждённого распоряжением Правительства России от 29.03.2007 № 376-р, ацетомепрегенол не значится.

## Физические и химические свойства
Белый или белый с желтоватым или кремовым оттенком кристаллический порошок, легко растворим в хлороформе и ацетоне, мало растворим в спирте, практически нерастворим в воде.

## Фармакологическое действие
Прогестаген, по силе действия во много раз превосходит прогестерон.

## Применение
Выкидыш (привычный и угрожающий в I триместре беременности), нарушение менструального цикла (в климактерическом периоде и у не рожавших женщин в детородном периоде), пероральная контрацепция.

## Противопоказания
Гиперчувствительность, холестаз, гиперкоагуляция, новообразования.

## Побочные действия
Бессонница, тошнота, головная боль, нагрубание молочных желез, аллергические реакции (крапивница).

## Способ применения и дозы
Внутрь, независимо от приема пищи; угрожающий выкидыш — 0,5-1 мг 1-3 раза в сутки в течение 7-10 дней, затем дозу постепенно уменьшают и через 3-7 дней лечение прекращают; профилактика выкидыша — по 0,5-1 мг 2-3 раза в сутки в течение 6 дней, затем в той же дозе 1-2 раза в сутки в течение 3 дней, затем по 0,5 мг через день в течение 3 дней; привычный выкидыш — 0,5-2 мг в течение 1-2 мес (курс 30-60 мг); дисфункциональные маточные кровотечения — 0,5-2,5 мг/сут с 15 по 24 день цикла, при необходимости дозу повышают до 5 мг/сут, после достижения эффекта дозу снижают до 0,5-1 мг/сут и менее (курс лечения проводят в течение 3-6 циклов); пероральная контрацепция — 0,5 мг/сут на ночь (непрерывная схема). Продолжительность лечения — не более 1 года.